# Loxogramme conferta
Loxogramme conferta är en stensöteväxtart som beskrevs av Edwin Bingham Copeland. Loxogramme conferta ingår i släktet Loxogramme och familjen Polypodiaceae. Inga underarter finns listade.